# أفاعي في طائرة
أفاعي في طائرة (بالإنجليزية: Snakes on a Plane)‏ فيلم حركة من إنتاج الولايات المتحدة الأمريكية سنة 2006. الفيلم من إخراج دافيد آر. إليس وبطولة صامويل جاكسون، جوليانا مارغوليس، ناثان فيليبس وديفيد كويشنير.

## طاقم التمثيل
- صامويل جاكسون
- جوليانا مارغوليس
- ناثان فيليبس
- ديفيد كويشنير
- إيلسا بتاكي

## القصة
أثناء وجوده في هاواي، يشهد شين جونز مقتل مدعي عام أمريكي على أيدي رجل العصابات واسع النفوذ إيدي كيم.
يشهد شين بما رآه فتعده المباحث الفيدرالية بالحماية وتكلف المحقق نيفل فلاين بتأمين رحلة الطيران من هاواي إلى لوس أنجلوس التي سيقدم فيها شين شهادته رسميا.
تنطلق الرحلة بالفعل بعدما تحجز المباحث منطقة الدرجة الأولى بأكملها لحماية الشاهد، دون أن يتخيلوا قيام إيدي بتسريب عدد هائل من الثعابين السامة في الأمتعة ليطلقها عبر جهاز عندما تكون الطائرة في الهواء.
والآن يجد العميل فلاين نفسه مضطرا لقيادة الركاب من أجل مواجهة هجوم الزواحف القاتلة، ومنع كيم من تحقيق هدفه بإسقاط الطائرة والتخلص من الشاهد.

## الاستقبال النقدي
الفيلم حاصل على نسبة 68% على موقع الطماطم الفاسدة بناءً 171 مراجعة.

## وصلات خارجية
- أفاعي في طائرة على موقع IMDb (الإنجليزية)
- أفاعي في طائرة على موقع ميتاكريتيك (الإنجليزية)
- أفاعي في طائرة على موقع روتن توميتوز (الإنجليزية)
- أفاعي في طائرة على موقع نتفليكس (الإنجليزية)
- أفاعي في طائرة على موقع قاعدة بيانات الأفلام العربية
- أفاعي في طائرة على موقع ألو سيني (الفرنسية)
- أفاعي في طائرة على موقع Turner Classic Movies (الإنجليزية)
- أفاعي في طائرة على موقع أول موفي (الإنجليزية)
- أفاعي في طائرة على موقع بوكس أوفيس موجو (الإنجليزية)
- أفاعي في طائرة على موقع فيلمافينيتي (الإسبانية)